# Garmules
Garmules († 578) war ein König der Berber (Mauri) im 6. Jahrhundert, der von Altava aus über den größten Teil der Mauretania Caesarensis herrschte.
Garmules wird nur in der Chronik des Johannes Biclarensis zum Jahr 578 erwähnt. In diesem Jahr schlug Gennadius, der oströmische magister militum per Africam, Garmules, nachdem dieser selbst drei römische Duces besiegt hatte, die 570/571 geschlagenen Theodorus, Theoctistus und Amabilis. Laut Johannes Biclarensis tötete Gennadius den Berberkönig eigenhändig mit dem Schwert.